# Río Cuao
Pour les articles homonymes, voir Cuao.
Le río Cuao est un cours d'eau du Venezuela faisant partie du bassin versant de l'Orénoque dont il est un affluent en rive droite. 

## Géographie
Il naît dans le massif de Cuao-Sipapo dans l'État d'Amazonas. Il a pour principaux affluents, les ríos Lapa, Negro et Piedra.